# London Pride (sång)
För andra betydelser, se London Pride.

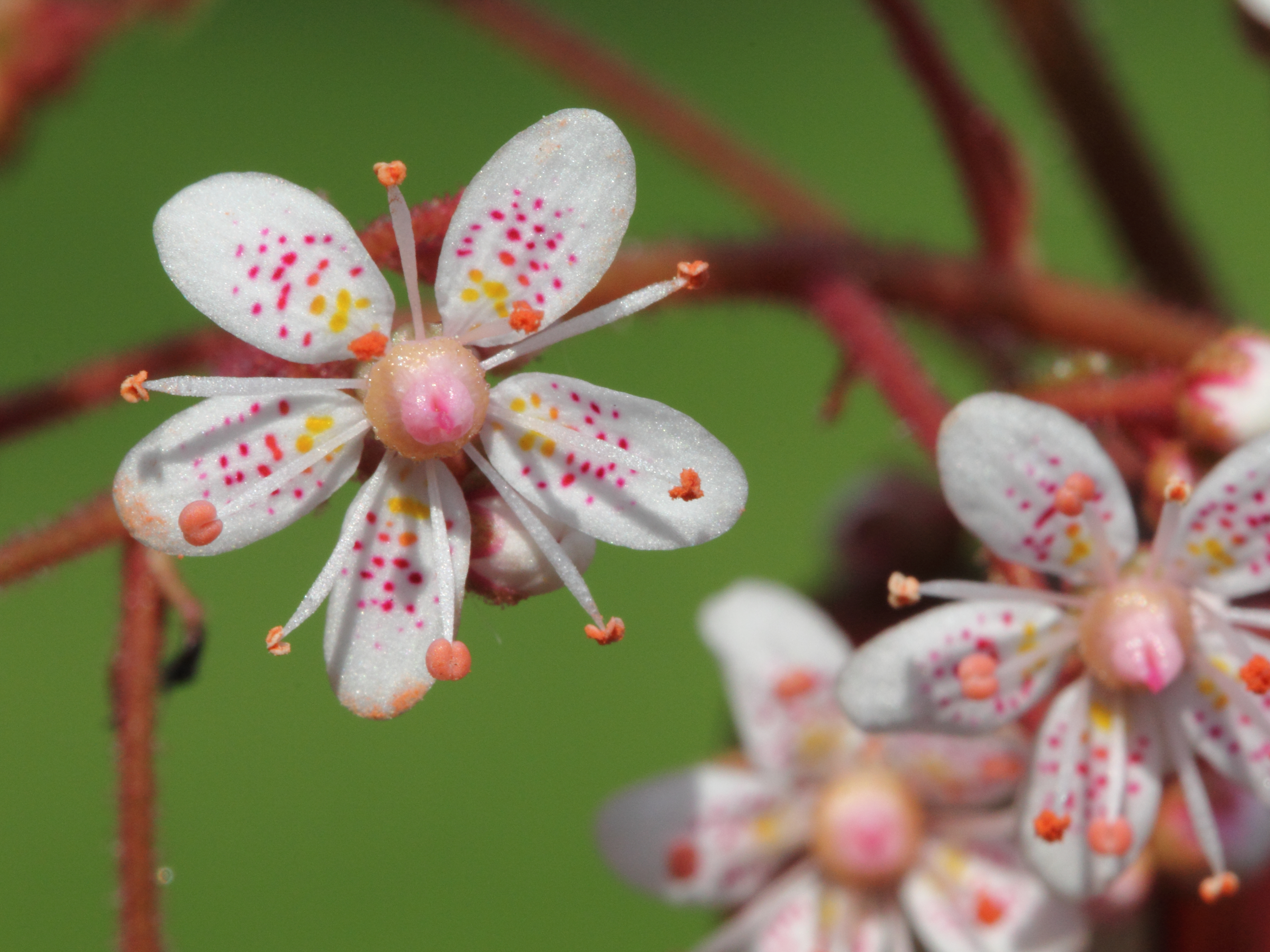
Saxifraga urbium, känd som "London Pride", som användes efter Blitzenbombningarna, har gett namn åt sången.

"London Pride" är en patriotisk sång skriven och komponerad av Noël Coward under Blitzenbombningarna i London under andra världskriget.

## Komposition
Coward skrev "London Pride" under våren 1941, under Blitzenbombningarna i London. Enligt honom själv satt han på en stol vid Paddington station, där han såg Londonbor gå till jobbet, helt oberörda av glassplitter på marken från stationens tak som bombats föregående natt. Coward påmindes, i en stund av patriotisk stolthet, om en gammal engelsk folkvisa, som påminde om den tyska nationalsången. Coward ville ge denna melodi en patriotisk brittisk inramning.

### Text
Sången har sex verser. De första raderna, som upprepas tre gånger i låten, är:
London Pride has been handed down to us,

London Pride is a flower that's free.

London Pride means our own dear town to us,

And our pride it forever will be.

## Blomman
Blomman som nämns i sången är Saxifraga urbium, en trädgårdsperenn som historiskt är känd som London Pride. Sången skrevs med syftet att stärka andan hos Londonborna under Blitzenbombningarna. Sången sjöngs även efter bombdåden i London 2005.
Även ölsorten London Pride har tagit sitt namn från blomman Saxifraga urbium.